# Ludwig von Wohlgemuth

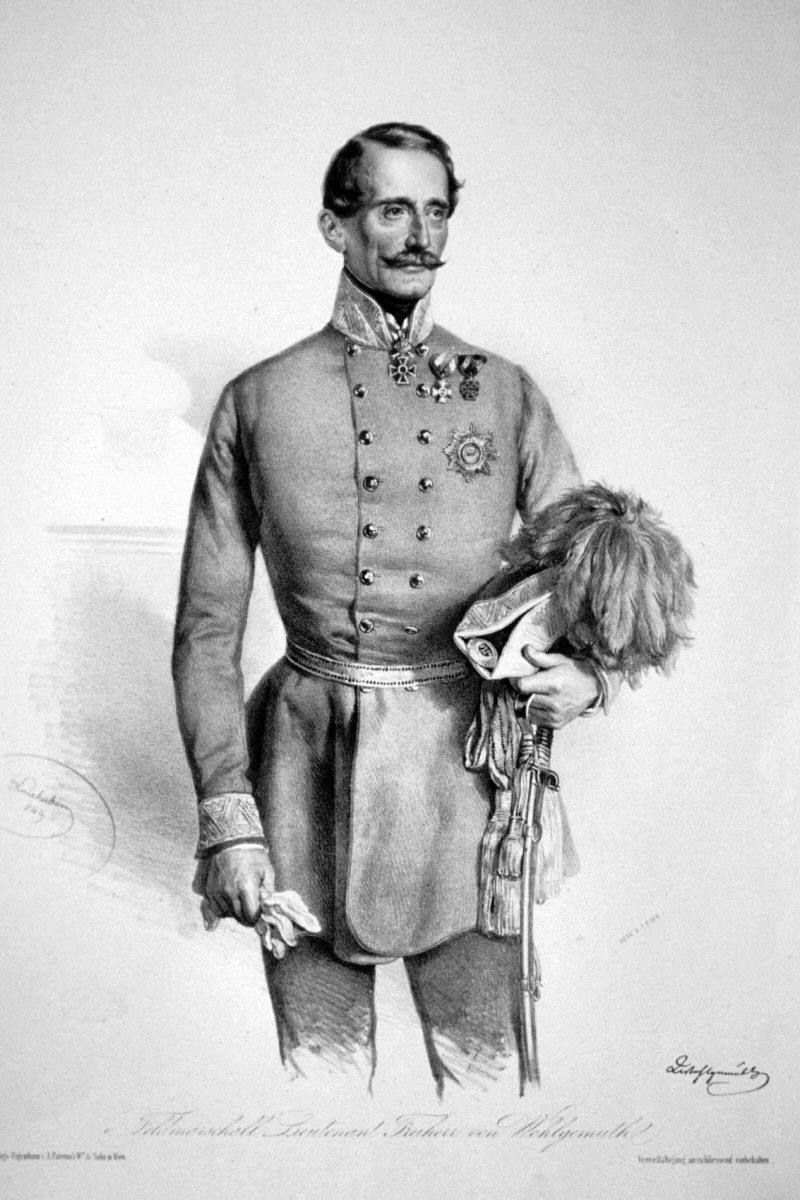
Ludwig Freiherr von Wohlgemuth, Lithographie von Joseph Kriehuber 1849

Ludwig Freiherr von Wohlgemuth (* 25. Mai 1788 in Wien; † 18. April 1851 in Budapest) war ein österreichischer General und Kommandeur des Maria-Theresien-Ordens.

## Leben
Mit acht Jahren trat er in die Theresianische Militärakademie in Wiener Neustadt ein. Nach Abschluss seiner Ausbildung wurde er 1805 Fähnrich im k.k. Infanterieregiment Nr. 56. Er nahm als Subalternoffizier an den Feldzügen von 1809 und 1813/15 teil. Ab 1814 war er Professor für Mathematik an der Wiener Neustädter Akademie. Seine hervorragenden Lehrmethoden erregten die Aufmerksamkeit Erzherzog Johanns. 1821 wurde er Hauptmann und 1831 Major. Nach weiterem Truppendienst wurde er 1836 zum Oberst befördert und zum Kommandanten des k.k. Infanterieregiments Nr. 40 ernannt. 1844 wurde er Generalmajor und Brigadier beim I. Armeekorps in Mailand.
Als es im März 1848 in Norditalien zum Krieg kam, hatte Wohlgemuth Gelegenheit, seine besondere militärische Begabung unter Beweis zu stellen. Er behauptete sich während der fünftägigen Straßenkämpfe in Mailand, deckte am 22. März mit der Nachhut den Rückzug Radetzkys und bezog schließlich Vorpostenstellungen am Mincio bei Goito und Valeggio. Nachdem er am 8. April mehrere Stunden gegen überlegene piemontesische Kräfte Widerstand geleistet hatte, musste er seine Brigade vom Mincio auf das westliche Rideau der Festung Verona zurückziehen.
Seine Brigade beteiligte sich darauf erfolgreich an den Gefechten bei Pastrengo (28./30. April), bei Curtatone (29. Mai), Goito (30. Mai), Vicenza (10. Juni) und an der Schlacht bei Custozza (25. Juli). Für die Erfolge seiner Truppen bei Valeggio und Pastrengo wurde ihm der Maria-Theresien-Orden verliehen. Schließlich wurde er noch vor Jahresende zum Feldmarschallleutnant befördert und in den Freiherrnstand erhoben.
Im März 1849 hatte seine Division durch die Sicherung der Südflanke von Radetzkys Hauptheer entscheidenden Einfluss auf den Kampfverlauf in den Schlachten bei Mortara und Novara, er erwarb sich dadurch das Kommandeurkreuz des Maria-Theresien-Ordens. Anschließend wurde er gegen die aufständischen Ungarn in die Slowakei entsandt, aber am 19. April 1849 er wurde bei Nagysalló von den Ungarn besiegt. Er erhielt das Kommando des IV. Armeekorps und siegte am 21. Juni im Verein mit den Russen bei Pered. Mit der Einnahme der Festung Raab (28. Juni) und nach Teilnahme an der Schlacht bei Ács und der Dritten Schlacht von Komorn (2. u. 11. Juli), die durch das Eingreifen seiner Truppen entschieden wurden, beendete er sein kriegerisches Wirken. 1849 wurde er Inhaber des k.k. Infanterieregiments Nr. 14 und Zivil- und Militärgouverneur von Siebenbürgen. 1851 wurde er zum Ehrenbürger von Hermannstadt ernannt. Auf einer Fahrt nach Wien erkrankte er und starb in Budapest.

## Werke (Auswahl)
- Die Belagerung von Danzig im Jahre 1813. In: Oesterreichische militärische Zeitschrift. 3. Band, Wien 1825,    S. 151–214.  und   S. 221–235.